# Karl Winter (Architekt, 1894)

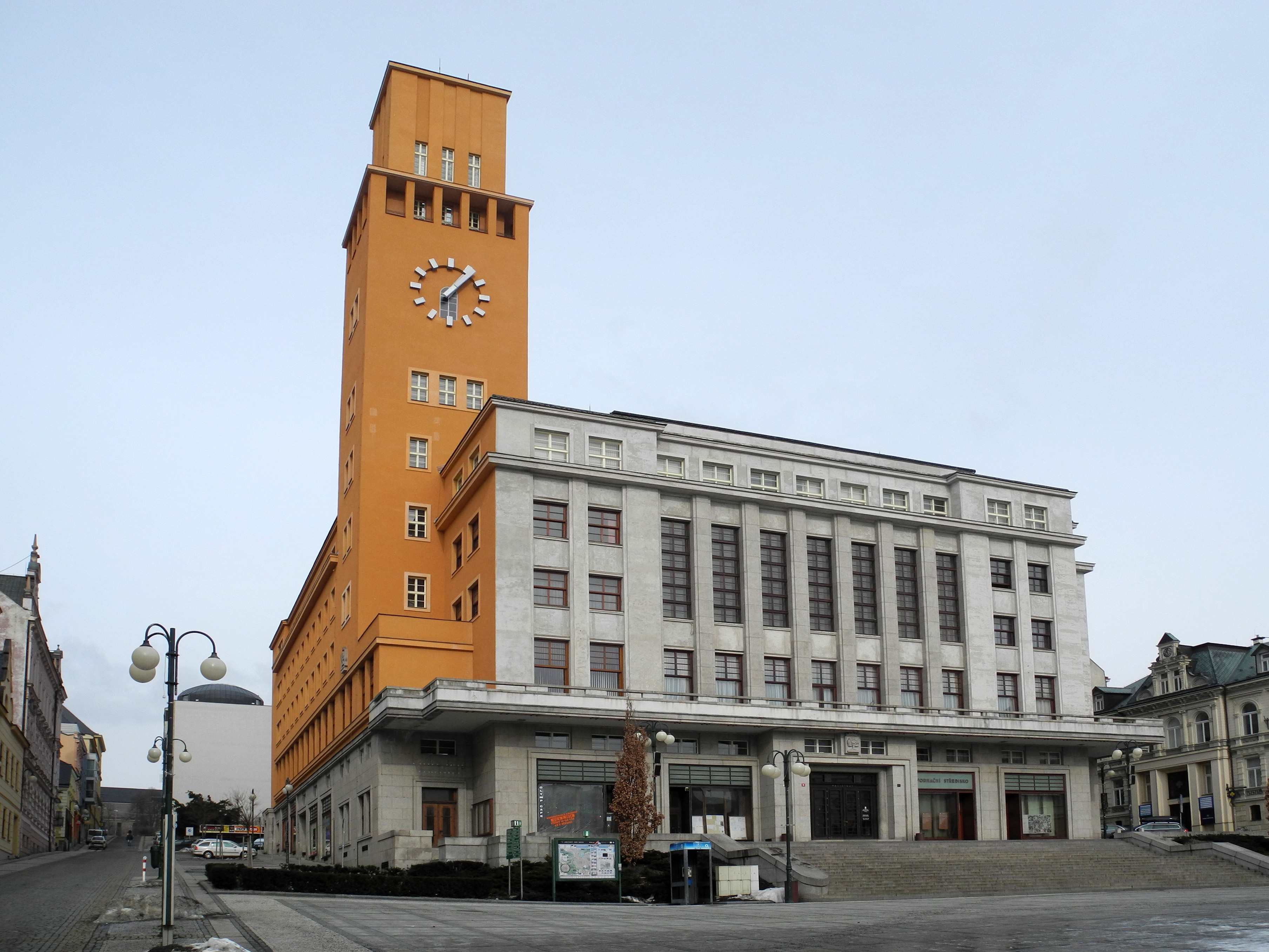
Neues Rathaus in Gablonz / Jablonec nad Nisou

Karl Winter (* 19. August 1894 in Eipel (Úpice); † 19. Oktober 1969) war ein deutsch-böhmischer Architekt und Hochschullehrer, der in Prag und Reichenberg / Liberec wirkte.
Karl Winter studierte Architektur an der Deutschen Technischen Hochschule Prag bei Arthur Payr und lebte bis 1927 in Prag. Ab 1927 lehrte er als Professor an der Staatsgewerbeschule Reichenberg (spätere Střední průmyslová škola stavební Liberec). Von 1938 bis 1939 war er Direktor der Gewerbeschule Bodenbach (jetzt Děčín). Diese Stelle musste er wegen seiner tschechischen Ehefrau aufgeben. Danach setzte er seine Lehrtätigkeit in Breslau fort. Am Ende des  Zweiten Weltkriegs kehrte er nach Liberec zurück. Vermutlich wurde er wegen seiner tschechischen Ehefrau nach 1945 nicht ausgewiesen.
Er war dann zunächst als Mitarbeiter der Liberecer Filiale des verstaatlichten Bauunternehmens Pittel+Brausewetter tätig. Später arbeitete er als Leiter des Stavoprojekt-Architekturbüros in Liberec. Von 1956 bis 1958 lehrte er wieder an der Höheren Industrieschule für Bauingenieurwesen in Liberec (Střední průmyslová škola stavební) und arbeitete im Konstruktionsbüro des Bauunternehmens Stavokombinat Liberec. Im Jahr 2019 wurde in der Eingangshalle des Rathauses in Jablonec nad Nisou eine Gedenktafel für Karl Winter angebracht, geschaffen vom Bildhauer Jiří Dostál (* 1945). Auf dieser Tafel wird als Sterbejahr „1969“ angegeben.

## Bauten
- 1927–1928: Zementwerk in Králův Dvůr (Königshof) (Králodvorská cementárna)
- 1930–1933: Neues Rathaus in Gablonz / Jablonec nad Nisou, Mírové nám. 3100/19 (unter Denkmalschutz, ÚSKP-Nr. 46646/5-28[6])[7]
- 1930: Kesselhaus der ehemaligen Textilfabrik Rollfs & Cie. in Friedland / Frýdlant, Tovární 669[8]
- 1931: eigenes Wohnhaus in Reichenberg / Liberec, Na Okruhu 1143/29[9]
- 1933: Abfertigungsgebäude am Flughafen Karlsbad[10]
- 1955–1958: Erweiterung der Grundschule Partyzánská in Česká Lípa, Partyzánská 1053/55[11]